# 司馬普
參數所指定的目標頁面不存在，建議更正成存在頁面或直接建立下列一個頁面（建立前請先搜尋是否有合適的存在頁面可以取代）：
- 庐江王

司馬普（3世纪—306年），西晋宗室，晋武帝之孙，成都王司马颖之子。
司马颖为八王之乱之一王，晋惠帝永安元年（304年）司馬普封为庐江王（今安徽省舒城县）。晋惠帝诏镇南将军刘弘、南中郎将刘陶收捕司马颖，司马颖与二子庐江王司马普、中都王司馬廓渡黄河赴朝歌，收合将士数百人，想要投奔公师藩。顿丘郡太守冯嵩抓住司马颖及司马普、司马廓送邺城，范阳王司马虓幽禁他们，光熙元年（306年）十月司馬普与其父司马颖一起被杀。
| 前任： 初封 | 晋朝庐江王 304年－306年 | 繼任： 国除 |